# Leiophron psocivora
Leiophron psocivora är en stekelart som beskrevs av Vladimir Ivanovich Tobias 1986. Leiophron psocivora ingår i släktet Leiophron och familjen bracksteklar. Inga underarter finns listade i Catalogue of Life.